# シンガポールの国章

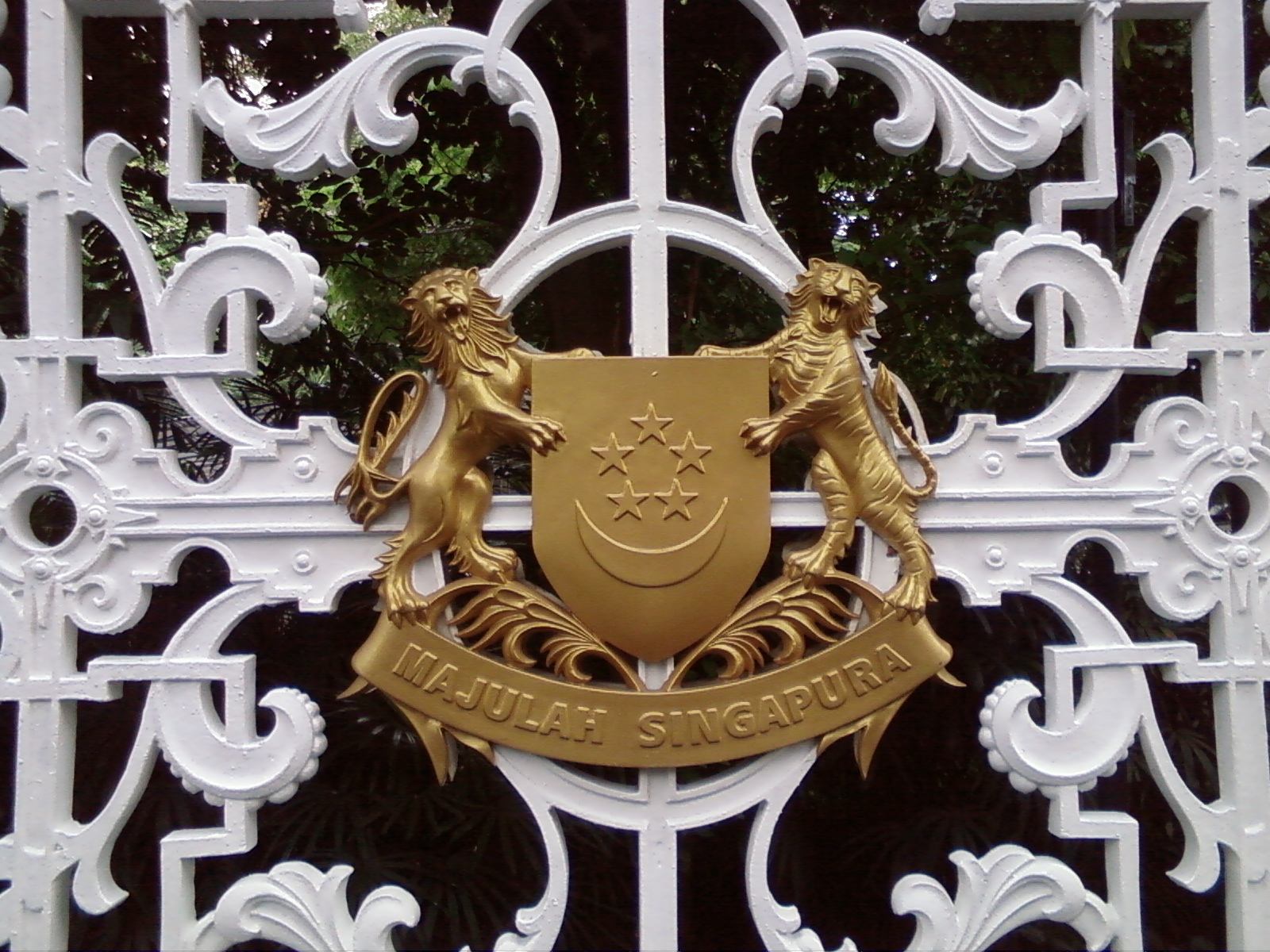
シンガポール大統領宮殿（イスタナ）の門にあるシンガポールの紋章

シンガポールの国章（シンガポールのこくしょう）は1959年12月3日、元首にユソフ・ビン・イサークが就任した際、市庁舎前階段における宣誓式で、シンガポールの国旗およびシンガポールの国歌とあわせて導入されたものである。

## 詳細
シンガポール国家の紋章は、まず中央のシールド（盾）部分は赤地に白で三日月と五つの星があしらわれている。赤は、普遍的な兄弟愛・同胞愛と人間の平等を意味し、白はどこまでもひろがりいつまでも続く潔白さと美徳を意味する。三日月は若い国家がこれから昇ってゆくことを表す。五つの星は民主主義、平和、進歩、正義、平等の五つの理想を示す。
サポーター（盾を支える動物）は、向かって左（デクスター）側はライオンで、向かって右（シニスター）側はトラになっている。ライオンはシンガポール自身を表し、トラはマレーシアとの歴史的つながりを表す。
盾の下にあるスクロールには、共和国のモットーである「Majulah Singapura」（マレー語で「進めシンガポール」）の文字が書かれている。
国章を広告その他商業上の用途で使うことは法で禁じられている。政府組織のみが許される範囲内で国章を掲示することができる。また国章は敬意を持って扱い、きちんとした方法で掲示しなければならない。
なお、国章のほかにも、1986年に定められたシンガポールのシンボルマークがある。これは左側を向いて口を開いた赤いライオンの胸から上の像で、「獅子の町」と呼ばれるシンガポールのアイデンティティーを表したものである。国章が必要とされる場よりも若干くだけた観光の宣伝などの場で用いられている。